# Velvet (település)
Velvet az Amerikai Egyesült Államok északnyugati részén, Washington állam Stevens megyéjében elhelyezkedő önkormányzat nélküli település.
Velvet postahivatala 1912 és 1920 között működött. A közeli bányáról elnevezett település egykor a Great Northern Railway egy megállója volt.

## Fordítás
Ez a szócikk részben vagy egészben  a   Velvet, Washington című angol Wikipédia-szócikk ezen változatának fordításán alapul.  Az eredeti cikk szerkesztőit annak laptörténete sorolja fel. Ez a jelzés csupán a megfogalmazás eredetét és a szerzői jogokat jelzi, nem szolgál a cikkben szereplő információk forrásmegjelöléseként.